# Erika Janson
Anna Erika Svensdotter Janson, född 25 januari 1962 i Umeå, död 4 september 2000 i Stockholm, var en svensk möbelsnickare och musiker.
Hon var grundare av den kollektiva ensemblen Chesty Morgan och orkesterns kapellmästare. Janson avled i en trafikolycka år 2000. Hon är begravd på Skogskyrkogården i Stockholm.

## Filmografi roller

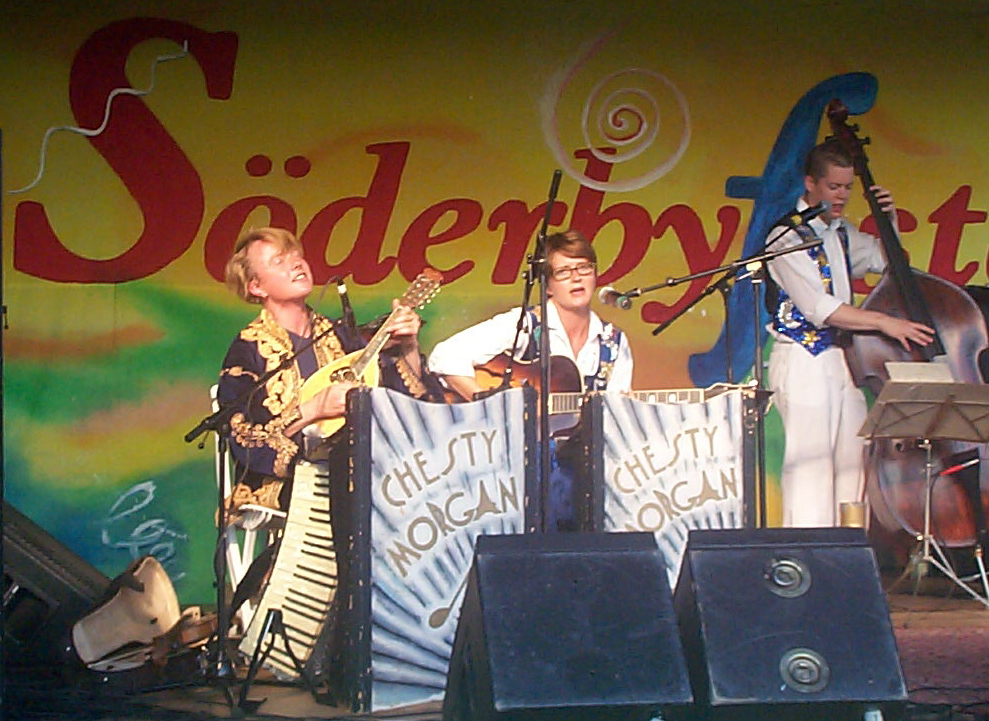
Erika Janson spelar med Chesty Morgan på Söderbyfesten den 19 augusti 2000.

- 1995 – Sommaren (dragspelerska)